# Cratere Julnar
Julnar è un cratere sulla superficie di Encelado.